# Amance (prénom)
Pour les articles homonymes, voir Amance.
Amance est un prénom issu du latin amans, signifiant amoureux. 
Il est fêté le 8 avril en l'honneur d'Amance de Côme, et le 4 novembre en l'honneur d'Amans de Rodez, tous deux évêques au Ve siècle. 
Il a pour variantes Amans et Amant, ainsi qu'Amace et Amandio.

## Personnalités portant ce prénom
- Pour l'ensemble des articles sur les personnes portant ce prénom, consulter :
  - la liste des articles dont le titre commence par ce prénom
  - les listes produites par Wikidata : Liste des personnes de prénom « Amance » — même liste en incluant les éventuels prénoms composés qui contiennent « Amance ».